# Enicospilus sesamiae
Enicospilus sesamiae là một loài tò vò trong họ Ichneumonidae.